# Rozseč (Jihlavai járás)
Rozseč település Csehországban, a Jihlavai járásban. Rozseč Jindřichovice, Bohuslavice, Markvartice, Zdeňkov, Vápovice, Stará Říše, Želetava és Svojkovice településekkel határos. Lakosainak száma 164 fő (2024. január 1.).

## Népesség
A település lakosságának változását az alábbi diagram mutatja:
| Lakosok száma | 466  | 404  | 370  | 312  | 222  | 197  | 179  | 170  | 165  | 164  |
|               | 1869 | 1890 | 1921 | 1950 | 1980 | 2001 | 2017 | 2019 | 2022 | 2024 |